# Liothrips austriacus
Liothrips austriacus är en insektsart som först beskrevs av Heinrich Hugo Karny 1909.  Liothrips austriacus ingår i släktet Liothrips, och familjen rörtripsar. Arten är reproducerande i Sverige.